# Thomas Massamba
Thomas Kalemba-Massamba, född 28 mars 1985, är en svensk basketbollspelare, som spelar för det svenska basketlaget Jämtland Basket och det svenska landslaget.

## Biografi
Massamba är en 183 centimeter lång guard, som föddes i Kongo-Kinshasa och kom till Sverige med sin familj när han var sex år. Han kommer från en basketfamilj. Hans äldre bror Darly Massamba är en tidigare professionell basketspelare. Yngre brodern Brice Massamba spelar för BC Luleå och systern Tanya Massamba är även hon en tidigare landslagsspelare i basket.

## Basketkarriär
Thomas Massamba debuterade i landslaget 2005 och har sedan dess spelat 115 A-landskamper. Han vann SM-guld med Södertälje Kings 2005 och har även en gedigen utlandskarriär med spel i länder som Polen, Schweiz, Bulgarien, Tjeckien, Cypern och Kosovo. Massambas moderklubb är IFK Linköping. Han har också spelat för Solna Vikings, Södertälje Kings, 08 Stockholm och BC Luleå i Svenska basketligan (SBL).

### Meriter
- 2004 Årets Rookie (SBL HERR), Södertälje Kings[7]
- 2010 Årets försvarare (SBL HERR), 08 Stockholm HR[8]